# Robert Koch
Robert Koch (Clausthal, 1843. december 11. – Baden-Baden, 1910. május 27.) német orvos, mikrobiológus, a bakteriológia egyik megalapítója. 1905-ben a tuberkulózis kórokozójának felfedezéséért orvostudományi Nobel-díjban részesült.

## Tanulmányai

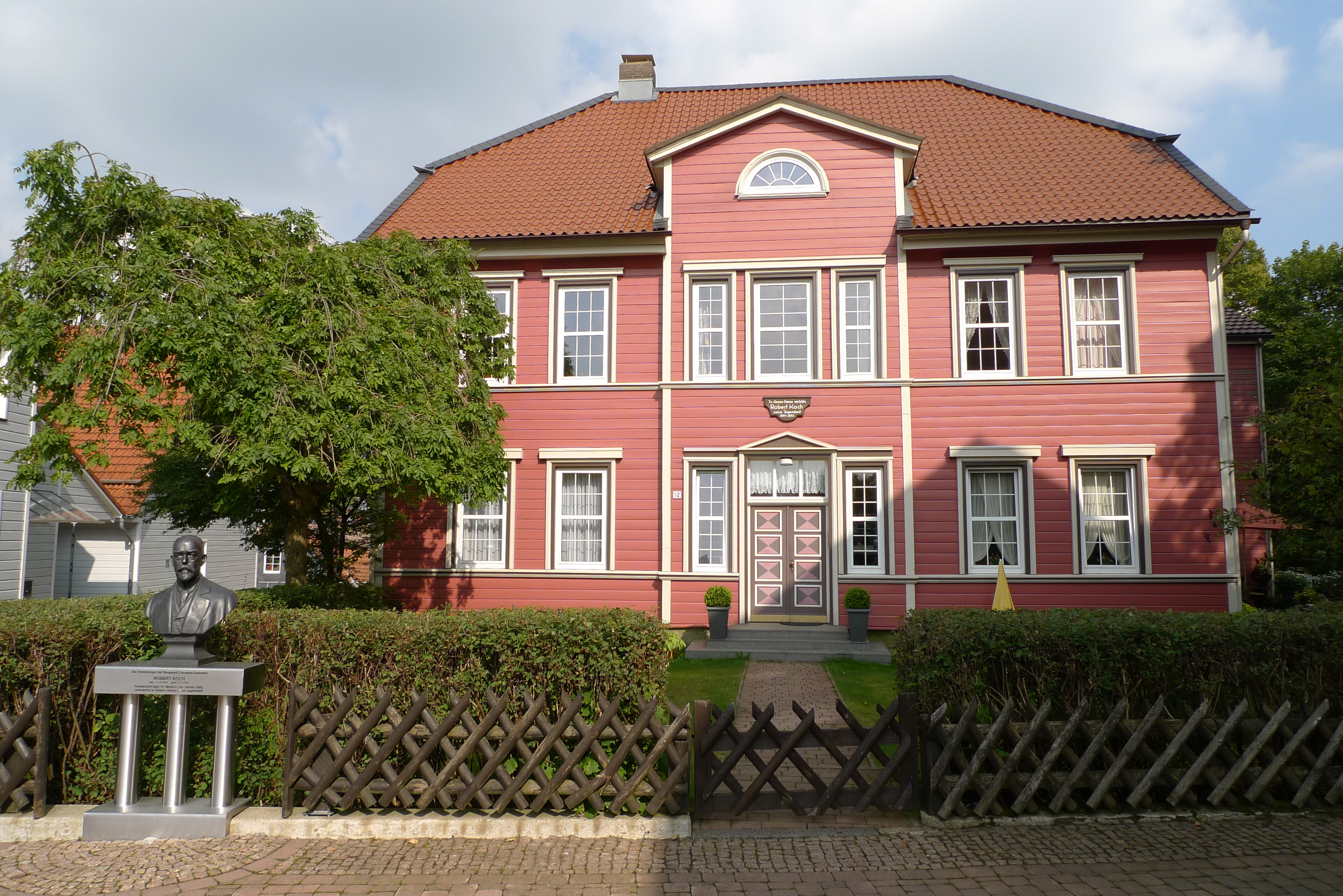
Robert Koch ebben a házban töltötte gyerekkorát Clausthalban

Robert Koch 1843. december 11-én született a Harz-hegységbeli Clausthalban Hermann Koch bányamérnök és felesége, Mathilde Julie Henriette Biewand gyermekeként.  Ötéves  korában az újságokból magától megtanult olvasni. A középiskolát a clausthali gimnáziumban végezte, ahol 1862-ben érettségizett, majd beiratkozott a Göttingeni Egyetem természettudományi szakára. Három szemeszter után úgy döntött, hogy inkább orvos lesz. Orvosi tanulmányai alatt nagy hatással volt rá anatómiatanára, Jacob Henle, aki már 1840-ben kiadott egy könyvet arról, hogy a fertőző betegségeket apró paraziták okozhatják.
Koch 1866-ban megkapta summa cum laude orvosi diplomáját és utána fél évig Berlinben egy kémiai kurzusra járt, ahol megismerkedett Rudolf Virchow, a tudományos orvoslás egyik megalapítójának nézeteivel. 1867-ben egy rövid ideig a hamburgi városi kórházban dolgozott, majd Langenhagenben, 1869-től pedig Rackwitzben praktizált. Itt letette a körzeti tisztiorvosi vizsgát. 1870-ben önkéntes katonaorvosként részt vett a porosz–francia háborúban. 1872 és 1880 között wollsteini tisztiorvosként dolgozott és ebben az időszakban végezte azokat a kísérleteit, amelyekkel egyszerre a korabeli mikrobiológiai kutatás élvonalában találta magát.

## A lépfene kórokozójának felfedezése
A lépfene abban az időben nagy károkat okozott a wollsteini állattenyésztőknek, és Koch elhatározta, hogy kideríti a betegség okát. A felesége által ajándékozott mikroszkópján kívül nem volt más műszere, nem fért hozzá a tudományos könyvtárakhoz, és laboratóriumát lakása egyik szobájában rendezte be. A Bacillus anthracis-t a francia Casimir Davaine már húsz évvel korábban felfedezte beteg juhok vérében, és a német Alloys Pollender is végzett kutatásokat vele, de egyértelmű bizonyíték nem állt rendelkezésre arról, hogy tényleg a baktérium a betegség okozója. Koch első lépésben kimutatta, hogy a lépfenében elhullott állat lépéből vett vérminta elpusztítja az egeret, míg az egészséges birka vére nem. A kórokozó azonban lehetett volna valami más, a vérben levő ágens, ezért a marhák szeméből vett csarnokvízben tiszta tenyészetet készített a baktériumból, amelyet több ízben passzált új tenyészetbe, hogy a baktériumon kívül biztosan ne legyen más anyag benne, ami a beteg állatból származik. Eközben megfigyelte, hogy a baktérium belsejében kedvezőtlen körülmények között (pl. oxigénhiány) kerek spórák keletkeznek. Koch módszeres, gondos munkával demonstrálta, hogy tenyésztett bacilusai is képesek lépfenét okozni a kísérleti állatokban. Eredményeit 1876-ban megmutatta a Breslaui Egyetem botanikaprofesszorának, Ferdinand Cohnnak, aki azonnal meg is jelentette a cikkét az általa szerkesztett botanikai folyóiratban, és Koch egy csapásra híres tudós lett.

## A Koch-posztulátumok
A következő négy évben Wollsteinben maradt és továbbfejlesztette baktériumtenyésztő, -festő és -fotózó módszereit és tanulmányozta a sebfertőződést okozó mikroorganizmusokat. 1880-ban a berlini Birodalmi Egészségügyi Hivatalban (Reichs-Gesundheitsamt) kapott egy kis (később nagyobb) laboratóriumot. Asszisztenseivel (Friedrich Loeffler, Georg Gaffky, Julius Petri) tovább dolgozott a mikrobiológiai módszerek fejlesztésén. Kidolgozta a baktériumok szilárd táptalajon való növesztését, amire először krumpliszeleteket, majd zselatint használt. A zselatin azonban 37 °C-on, a humán patogének ideális tenyésztési hőmérsékletén elfolyósodott, ezért Petri javaslatára a tengeri moszatokból kivont agart kezdték alkalmazni a róla elnevezett Petri-csészékben.
Ekkor dolgozta ki a Koch-féle posztulátumokat, azokat a feltételeket, amelyeknek teljesülniük kell egy bakteriális kórokozó azonosításakor:
- A mikroorganizmus az adott betegség minden esetében jelen kell, hogy legyen
- A mikroorganizmus tiszta tenyészetben kimutatható legyen
- A kitenyésztett mikroorganizmust érzékeny állatba oltva ki lehessen váltani a betegséget
- A mikroorganizmus tiszta tenyészetben kitenyészthető legyen a kísérleti állatból

## A tuberkulózis és kolera kórokozói

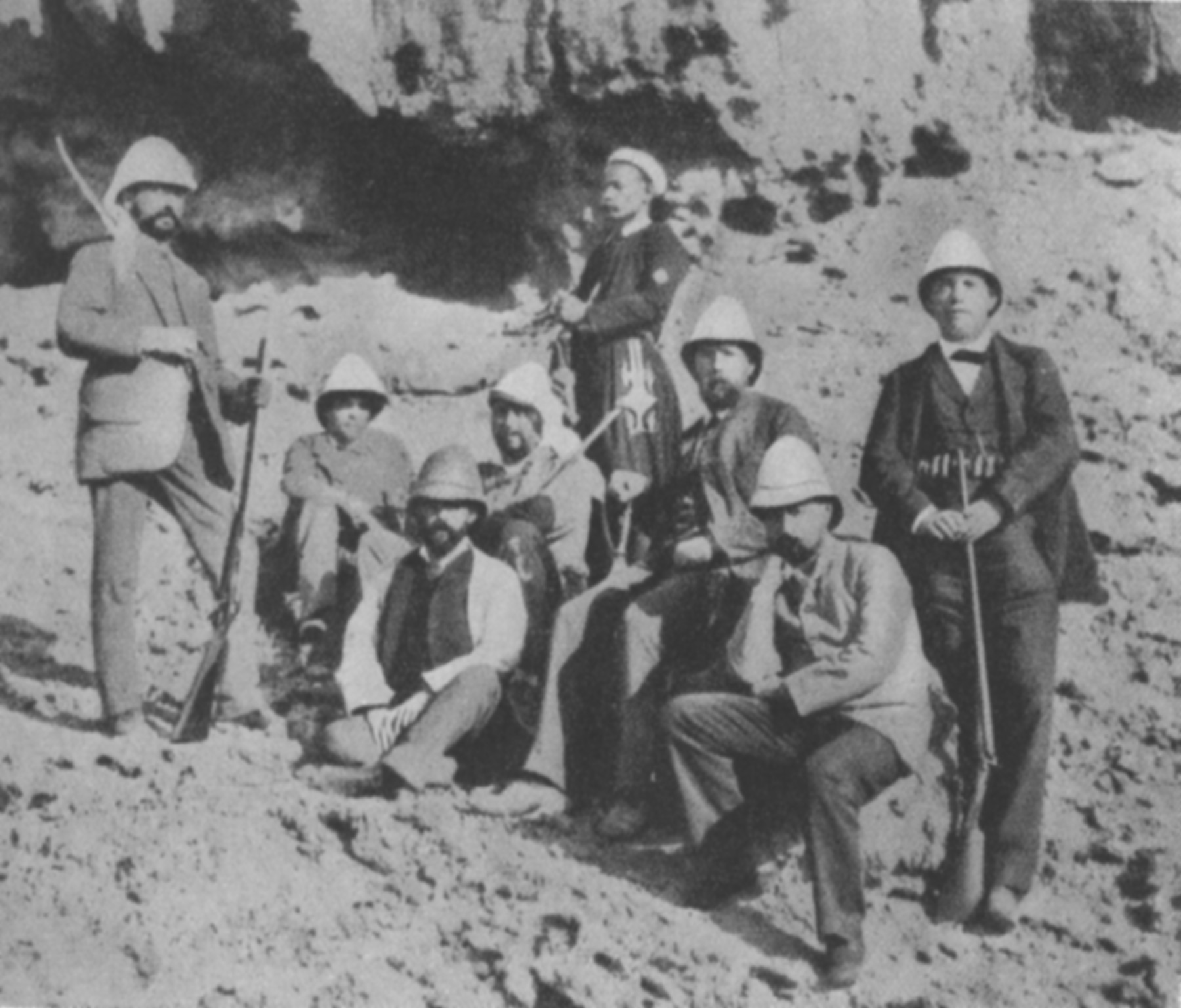
A német koleraexpedíció Egyiptomban. Koch jobbról a harmadik

Berlini tartózkodása kezdetén Koch tanulmányozni kezdte a tuberkulózis (tüdővész, gümőkór) okát. A betegség természete akkor még nem volt világos, sokan öröklődőnek gondolták. Koch tengerimalac-kísérletekkel igazolta, hogy a tuberkulózis fertőző és kielégíti valamennyi posztulátumát. Sikerült azonosítania a kórokozót, a Mycobacterium tuberculosis-t és kidolgozta tenyésztésének módszerét. 1882-ben közölte eredményeit, majd folytatta a tüdővésszel folytatott munkáját, de 1883-ban a Német Kolerabizottság vezetőjeként Egyiptomba kellett utaznia, hogy az ott kitört kolerajárványt tanulmányozza. Nem sikerült megbízhatóan azonosítania a kórokozót, mielőtt a járvány véget ért volna, azért később Indiába utazott és tiszta tenyészetben izolálta a Vibrio cholerae-t és bebizonyította, hogy a baktérium felelős a betegség kialakulásáért. A V. cholerae-t még 1854-ben leírta az olasz Filippo Pacini, de szerepére akkor még nem derült fény. Koch munkájának eredményeképpen hatékony intézkedéseket lehetett foganatosítani a kolera terjedésének megakadályozására és a tudós 100 ezer márkás pénzjutalomban részesült.
1885-ben Kochot kinevezték a berlini Humboldt Egyetem közegészségügy-professzorává, valamint a számára létrehozott Közegészségügyi Intézet igazgatójává. 1890-ben I. osztályú tisztiorvossá léptették elő, a következő évben pedig megkapta a Fertőző Betegségek Intézetének vezetését, ahol olyan munkatársakkal dolgozott, akik később maguk is világhírnevet szereztek (Paul Ehrlich, Emil von Behring vagy Kitaszato Sibaszaburó).
Koch megpróbálkozott a tuberkulózis terápiájának kidolgozásával, de a baktériumtenyészetből készített preparátumai, a tuberkulinok az előzetes beharangozás ellenére hatástalannak bizonyultak, ami kissé megtépázta a kutató hírnevét. 1896-ban Dél-Afrikába utazott a keleti marhavész tanulmányozására és bár a kór okát nem sikerült tisztáznia, terjedését meg tudta gátolni azzal, hogy a beteg állatok epéjét az egészségesek epehólyagjába fecskendezte. Hosszú utakat tett Indiába, Afrikába és Olaszországba a különböző járványok (főleg a malária) megfigyelése céljából. Miután visszatért Németországba a tuberkulózis további kutatása alapján arra a következtetésre jutott, hogy az ember és a szarvasmarha tuberkulózisát más baktérium okozza. 1904-ben Németország kelet-afrikai gyarmatain tanulmányozta a baktériumok és paraziták okozta fertőzéseket, 1906-ban pedig Közép-Afrikában az álomkórt és a maláriát. Megállapította, hogy az álomkór atoxyllal kezelhető. 

## Elismerései
- Koronarend (1884)
- Orvosi Nobel-díj (1905)
- Pour le Mérite (1906)
- A Vörös Sas-rend nagykeresztje
- Francia Becsületrend

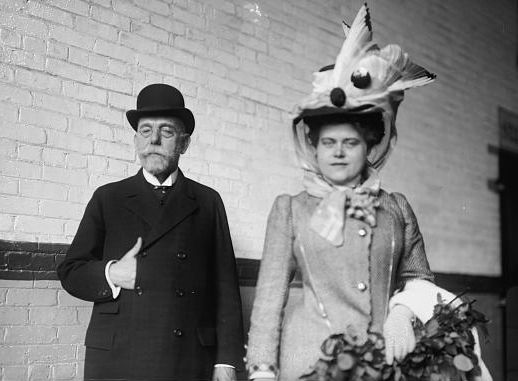
Koch és második felesége 1908-ban

Díszdoktorává választotta a Heidelbergi és a Bolognai Egyetem, díszpolgára volt Berlinnek, Wollsteinnek és Clausthalnak és számos tudományos társulat tagja volt. Halála után róla nevezték el az általa igazgatott intézetet, a Robert Koch-díjat, a Koch-kátert a Hold sötét oldalán és számos német iskolát és utcát.

## Családja
Robert Koch 1866-ban feleségül vette Emma Adolfine Josephine Fraatzot, akitől Gertrud nevű lánya született. 1890-ben Koch beleszeretett a 17 éves színésznőbe, Hedwig Freibergbe, aki majdnem 30 évvel fiatalabb volt nála. Felesége beleegyezett a válásba, és megegyezésük szerint megkapta a clausthali házukat. 1893 szeptemberében Koch és Freiberg összeházasodtak.
Koch 1910. április 9-én szívrohamot kapott, amit akkor még túlélt. Május 24-én előadást tartott a Porosz Tudományos Akadémia előtt a tuberkulóziskutatásról és három nappal később, május 27-én Baden-Badenben egy újabb szívrohamba belehalt.